# Oribatella alami
Oribatella alami är en kvalsterart som beskrevs av Kardar 1975. Oribatella alami ingår i släktet Oribatella och familjen Oribatellidae. Inga underarter finns listade i Catalogue of Life.